# Hermand (Schwimmer)
Hermand (Vorname unbekannt) war ein belgischer Schwimmer.
Er nahm bei den Olympischen Sommerspielen 1900 am 4000-m-Freistil-Wettkampf teil. In diesem konnte er das Halbfinale nicht beenden.